# ساسیق-بلاغ (شهرستان کمین)
ساسیق-بلاغ (به لاتین: Sasyk-Bulak) یک روستا در قرقیزستان است که در شهرستان کمین واقع شده‌است. ساسیق-بلاغ ۱۳۲ نفر جمعیت دارد و ۱٬۱۹۰ متر بالاتر از سطح دریا واقع شده‌است.